# Адмирал (хоккейный клуб)
«Адмира́л» — российский хоккейный клуб из Владивостока.
Клуб был основан в 2013 году. С сезона 2013/14 выступает в Континентальной хоккейной лиге. Клуб пропустил сезон 2020/21 из-за пандемии Covid-19 и финансовых проблем.

## История
По просьбе губернатора Приморского края Владимира Миклушевского создание клуба курировал член Совета Федерации от края Вячеслав Фетисов. 21 апреля 2013 года было принято решение о вступлении клуба в КХЛ с сезона 2013/14. На встрече с редакторами приморских СМИ в декабре 2013 года Владимир Миклушевский сообщил, что идея создания клуба родилась на дне рождения Вячеслава Фетисова 20 апреля 2013 года.
22 мая 2013 года было запущенно народное голосование за имя и символику нового клуба. Жители Приморья выбирали из трёх вариантов названий — «Касатки», «Форпост» или «Адмирал». Решением большинства голосовавших (72,2 %), хоккейная команда из Владивостока получила название в лучших флотских традициях — «Адмирал». Позже в ходе народного голосования была выбрана эмблема клуба, элементы которой легли в основному первого логотипа команды, который впоследствии украсил джерси. Впрочем, цвета игровой формы были выбраны аналогичным путём — тёмно-синие тона — под цвет морской волны.

Ханну Йортикка — первый главный тренер ХК «Адмирал»

17 июня 2013 года для формирования состава клуба в КХЛ был проведён первый в истории лиги драфт расширения. Приморский клуб имел право выбрать по одному полевому игроку из пяти представленных от каждого клуба КХЛ, кроме иностранных и «Локомотива» (Ярославль). По условиям редрафта команде разрешалось выбрать до семи иностранных игроков, в том числе не более одного вратаря. «Адмирал» выбрал 19 игроков, включая одного вратаря: вратарь Евгений Иванников («СКА»), защитники: Артём Земчёнок («Спартак»), Антон Полещук («Амур»), Денис Осипов («Югра»), Дмитрий Костромитин («Трактор»), нападающие: Алексей Угаров (Торпедо), Энвер Лисин («Металлург Мг»), Алексей Ефимов («Автомобилист»), Андрей Никитенко (Металлург Мг), Константин Соколов («Ак Барс»), Сергей Леснухин («Витязь»), Виктор Другов («Сибирь»), Александр Кузнецов («Атлант»), Никлас Бергфорс («Северсталь»), Игорь Бортников («Нефтехимик»), Рихард Гюнге («Динамо» Москва), Сергей Барбашёв (ЦСКА), Владимир Первушин («Авангард»), Данил Гареев («Салават Юлаев»).
27 июля «Рубин» и «Адмирал» подписали договор о сотрудничестве, который предусматривал только обмен игроками во время чемпионата. «Рубин» не стал полноценным фарм-клубом «Адмирала».
6 сентября 2013 года «Адмирал» провёл свой первый матч в рамках чемпионата КХЛ. Соперником был хабаровский «Амур». Первую шайбу в истории клуба забил шведский нападающий Никлас Бергфорс, а матч закончился в серии буллитов первой победой «Адмирала» со счётом 4:3. 2 декабря был расторгнут контракт с главным тренером Ханну Йортикой Эксперт КХЛ-ТВ Александр Бойков считает, что это произошло из-за конфликта с руководством клуба.
5 декабря «Адмирал» возглавил олимпийский чемпион 1988 года в составе сборной СССР по хоккею Сергей Светлов. 7 января 2014 года в матче с череповецкой «Северсталью» Джастин Ходжман забросил юбилейную, 100-ю шайбу в истории клуба. 4 марта впервые вышел в плей-офф кубка Гагарина.
21 мая 2014 года было объявлено о том, что тренером клуба стал Душан Грегор.
10 декабря 2014 года первый хет-трик в истории клуба сделал швед Никлас Бергфорс.
В сезоне 2017/18 ведущие игроки команды расторгли контракты с клубом из-за задолженности по зарплате.
В 2021 году клуб вернулся в КХЛ.
В июне 2021 года клуб начал выплаты по своим долгам. Чтобы выступать в сезоне 2021/22, «Адмиралу» нужно выплатить до конца июля 56 млн рублей хоккеистам и тренерам за сезон 2017/18.
В сезоне 2020/2021 «Адмирал» не выступает в КХЛ из-за отказа властей Приморского края финансировать профессиональный спорт во время эпидемии коронавируса. Клуб вернулся в КХЛ в сезоне 2021/2022.
В 2021 году клуб вернулся в КХЛ. В сезоне 2022/2023 «Адмирал», занявший 7-е место в Восточной конференции попал в четвертьфинал Кубка Гагарина, впервые в своей истории, после победы в серии 4:2 над уфимским «Салаватом Юлаевым», занявшим 2-е место в регулярном чемпионате в Восточной конференции КХЛ.

## Талисман
В 2015—2016 годах живым талисманом команды была кошка Матроска, получившая известность, пообедав в аэропорту Владивостока на 63 тысячи рублей.
В 2016 году на смену кошке пришёл новый талисман — пират Пиратыч. Образ талисмана был выбран в связи с морской тематикой клуба и самого Владивостока. В 2018 появился в качестве талисмана антропоморфный морж Миша, который изначально должен был сменить пирата, однако вскоре стал составлять с Пиратычем компанию.

## Результаты выступления в КХЛ
И — количество проведённых игр, В — выигрыши в основное время, ВО — выигрыши в овертайме, ВБ — выигрыши в послематчевых буллитах, ПО — проигрыши в овертайме, ПБ — проигрыши в послематчевых буллитах, П — проигрыши в основное время, О — количество набранных очков, Ш — соотношение забитых и пропущенных шайб, РШ — разница шайб, М — место по итогам регулярного чемпионата 
| Сезон   | И                                                | В                                                | ВО                                               | ВБ                                               | ПБ                                               | ПО                                               | П                                                | О                                                | Ш                                                | РШ                                               | М                                                | Результаты серий с соперниками в плей-офф                       | Результат в плей-офф                                            |
| ------- | ------------------------------------------------ | ------------------------------------------------ | ------------------------------------------------ | ------------------------------------------------ | ------------------------------------------------ | ------------------------------------------------ | ------------------------------------------------ | ------------------------------------------------ | ------------------------------------------------ | ------------------------------------------------ | ------------------------------------------------ | --------------------------------------------------------------- | --------------------------------------------------------------- |
| 2013/14 | 54                                               | 21                                               | 1                                                | 4                                                | 4                                                | 1                                                | 23                                               | 78                                               | 135-129                                          | +6                                               | 16                                               | 1-4 Металлург Мг                                                | Проиграли в 1/8 финала                                          |
| 2014/15 | 60                                               | 20                                               | 4                                                | 4                                                | 3                                                | 1                                                | 28                                               | 80                                               | 162-172                                          | -10                                              | 19                                               | В плей-офф не играли                                            | В плей-офф не играли                                            |
| 2015/16 | 60                                               | 25                                               | 2                                                | 6                                                | 3                                                | 1                                                | 23                                               | 95                                               | 157-163                                          | -6                                               | 13                                               | 1-4 Сибирь                                                      | Проиграли в 1/8 финала                                          |
| 2016/17 | 60                                               | 24                                               | 2                                                | 1                                                | 7                                                | 1                                                | 25                                               | 86                                               | 147-153                                          | -6                                               | 16                                               | 2-4 Авангард                                                    | Проиграли в 1/8 финала                                          |
| 2017/18 | 56                                               | 16                                               | 1                                                | 4                                                | 1                                                | 4                                                | 30                                               | 63                                               | 120-145                                          | -25                                              | 22                                               | В плей-офф не играли                                            | В плей-офф не играли                                            |
| 2018/19 | 62                                               | 18                                               | 0                                                | 5                                                | 3                                                | 2                                                | 34                                               | 51                                               | 139-176                                          | -37                                              | 21                                               | В плей-офф не играли                                            | В плей-офф не играли                                            |
| 2019/20 | 62                                               | 16                                               | 4                                                | 6                                                | 1                                                | 3                                                | 32                                               | 56                                               | 126-177                                          | -51                                              | 22                                               | В плей-офф не играли                                            | В плей-офф не играли                                            |
| 2020/21 | не принимали участие из-за финансовых трудностей | не принимали участие из-за финансовых трудностей | не принимали участие из-за финансовых трудностей | не принимали участие из-за финансовых трудностей | не принимали участие из-за финансовых трудностей | не принимали участие из-за финансовых трудностей | не принимали участие из-за финансовых трудностей | не принимали участие из-за финансовых трудностей | не принимали участие из-за финансовых трудностей | не принимали участие из-за финансовых трудностей | не принимали участие из-за финансовых трудностей | не принимали участие из-за финансовых трудностей                | не принимали участие из-за финансовых трудностей                |
| 2021/22 | 49                                               | 11                                               | 0                                                | 4                                                | 3                                                | 2                                                | 29                                               | 35                                               | 88-155                                           | -62                                              | 23                                               | В плей-офф не играли                                            | В плей-офф не играли                                            |
| 2022/23 | 68                                               | 21                                               | 5                                                | 7                                                | 5                                                | 4                                                | 26                                               | 75                                               | 131-139                                          | -8                                               | 13                                               | 4-2 Салават Юлаев, 2-4 Ак Барс                                  | Проиграли в 1/4 финала                                          |
| 2023/24 | 68                                               | 14                                               | 4                                                | 3                                                | 6                                                | 6                                                | 35                                               | 54                                               | 148-197                                          | -49                                              | 20                                               | В плей-офф не играли                                            | В плей-офф не играли                                            |
| 2024/25 | 68                                               | 19                                               | 7                                                | 2                                                | 7                                                | 6                                                | 27                                               | 69                                               | 184-204                                          | -20                                              | 16                                               | 2-4 Трактор                                                     | Проиграли в 1/8 финала                                          |
| Всего   | 488                                              | 157                                              | 21                                               | 29                                               | 34                                               | 23                                               | 225                                              | 576                                              | 1192-1339                                        | -147                                             | —                                                | В плей-офф участвовали 5 раз. Счёт (победы/поражения): 12 — 22. | В плей-офф участвовали 5 раз. Счёт (победы/поражения): 12 — 22. |

## Достижения

### Национальные
Континентальная хоккейная лига
- 1/4 финала Кубка Гагарина: 2022/23

### Межсезонные
Открытый Кубок Донбасса
- Второе место: 2013

Международный турнир по хоккею в Хабаровске
- Третье место: 2014[19]

Кубок Президента Казахстана
- Второе место: 2015
- Третье место: 2016, 2017

Sochi Hockey Open
- Победитель: 2023[20]

## Индивидуальные призы игроков
- «Лучшему новичку сезона»:

 Владимир Ткачёв: 2017
- «Лучшему вратарю»:

 Никита Серебряков: 2023

## Тренерский штаб и персонал
Согласно официальному сайту клуба
| Должность          | Имя                | Страна | Дата рождения              |
| ------------------ | ------------------ | ------ | -------------------------- |
| Главный тренер     | Леонид Тамбиев     | Латвия | 26 сентября 1970 (54 года) |
| Старший тренер     | Андрей Бадана      | Латвия | 26 марта 1976 (49 лет)     |
| Тренер             | Ильнур Гизатуллин  | Россия | 13 мая 1969 (56 лет)       |
| Тренер вратарей    | Рамиль Мазитов     | Россия | 19 июня 1969 (56 лет)      |
| Тренер по развитию | Сергей Громов      | Россия | 5 апреля 1988 (37 лет)     |
| Видеотренер        | Николай Карасёв    | Россия | 19 декабря 1991 (33 года)  |
| Начальник команды  | Виктор Гордиюк     | Россия | 11 апреля 1970 (55 лет)    |
| Администратор      | Григорий Тиунов    | Россия | 16 декабря 1976 (48 лет)   |
| Доктор команды     | Александр Костюков | Россия | 20 июля 1967 (58 лет)      |
| Доктор команды     | Виктор Маслов      | Россия | 29 декабря 1984 (40 лет)   |
| Массажист          | Антон Шабалин      | Россия | 14 августа 1972 (53 года)  |
| Массажист          | Антон Милюков      | Россия | 19 сентября 1983 (41 год)  |
| Сервисмен          | Виталий Кабыш      | Россия | 15 февраля 1971 (54 года)  |

## Состав
Согласно официальному сайту клуба
| №          | Игрок               | Страна             | Хват    | Дата рождения              | Рост, см | Вес, кг |         |
| Вратари    | Вратари             | Вратари            | Вратари | Вратари                    | Вратари  | Вратари | Вратари |
| ---------- | ------------------- | ------------------ | ------- | -------------------------- | -------- | ------- | ------- |
| 1          | Андрей Мишуров      | Россия             | Левый   | 3 апреля 2004 (21 год)     | 182      | 92      |         |
| 30         | Всеволод Скотников  | Россия             | Левый   | 28 сентября 2001 (23 года) | 184      | 92      |         |
| 32         | Илья Коновалов      | Россия             | Левый   | 13 июля 1998 (27 лет)      | 183      | 94      |         |
| Защитники  |                     |                    |         |                            |          |         |         |
| 7          | Леонид Метальников  | Казахстан          | Левый   | 25 апреля 1990 (35 лет)    | 184      | 85      |         |
| 19         | Александр Шепелев   | Россия             | Левый   | 17 марта 1998 (27 лет)     | 186      | 85      |         |
| 24         | Дмитрий Дерябин     | Беларусь           | Левый   | 20 октября 1999 (25 лет)   | 189      | 92      |         |
| 52         | Артём Чмыхов        | Россия             | Левый   | 28 ноября 1997 (27 лет)    | 189      | 93      |         |
| 57         | Семён Ручкин        | Россия             | Левый   | 4 ноября 1996 (28 лет)     | 183      | 86      |         |
| 62         | Георгий Солянников  | Россия             | Левый   | 1 мая 1995 (30 лет)        | 185 см   | 96 кг   |         |
| 73         | Либор Шулак         | Чехия              | Левый   | 4 марта 1994 (31 год)      | 190 см   | 104 кг  |         |
| 77         | Грман Марио         | Словакия           | Правый  | 11 апреля 1997 (28 лет)    | 186      | 89      |         |
| 96         | Марк Марин          | Россия             | Левый   | 15 июня 1996 (29 лет)      | 193      | 101     |         |
| Нападающий |                     |                    |         |                            |          |         |         |
| 9          | Никита Гуслистов    | Россия             | Левый   | 30 мая 2002 (23 года)      | 176      | 77      |         |
| 12         | Джек Родуолд        | Канада             | Правый  | 14 февраля 1994 (31 год)   | 191 см   | 84 кг   |         |
| 15         | Егор Петухов        | Казахстан · Россия | Левый   | 28 февраля 1994 (31 год)   | 178 см   | 80 кг   |         |
| 16         | Павел Шэн           | Россия             | Левый   | 14 августа 1999 (26 лет)   | 183 см   | 88 кг   |         |
| 17         | Дмитрий Завгородний | Россия             | Правый  | 11 августа 2000 (25 лет)   | 176 см   | 77 кг   |         |
| 18         | Степан Старков      | Россия             | Левый   | 18 июня 1999 (26 лет)      | 188 см   | 88 кг   |         |
| 28         | Александр Шевченко  | Россия             | Правый  | 20 августа 1992 (32 года)  | 186      | 88      |         |
| 64         | Аркадий Шестаков    | Казахстан          | Левый   | 24 марта 1995 (30 лет)     | 181      | 81      |         |
| 71         | Иван Муранов        | Россия             | Левый   | 6 октября 1999 (25 лет)    | 193      | 95      |         |
| 74         | Вячеслав Основин    | Россия             | Левый   | 5 марта 1994 (31 год)      | 184      | 92      |         |
| 78         | Даниил Гутик        | Россия             | Правый  | 31 августа 2001 (23 года)  | 191      | 86      |         |
| 80         | Кирилл Петьков      | Россия             | Левый   | 3 апреля 1998 (27 лет)     | 181      | 96      |         |
| 66         | Егор Степанов       | Россия             | Правый  | 3 февраля 2000 (25 лет)    | 174      | 69      |         |
| 87         | Никита Сусуев       | Россия             | Левый   | 6 февраля 2005 (20 лет)    | 183      | 78      |         |
| 90         | Никита Сошников     | Россия             | Левый   | 14 октября 1993 (31 год)   | 180      | 84      |         |
| 92         | Шейн Принс          | Беларусь           | Левый   | 16 ноября 1992 (32 года)   | 180      | 88      |         |
| 99         | Артём Николаев      | Россия             | Левый   | 24 марта 1999 (26 лет)     | 181      | 91      |         |

## Руководство клуба
Согласно официальному сайту клуба
- Генеральный директор — Алексей Ан
- Заместитель генерального директора — Павел Павленко
- Заместитель генерального директора — Степан Долгуев
- Спортивный директор — Павел Житков

## Спонсоры и партнёры клуба
Согласно официальному сайту клуба
- ВМТП (Владивостокский морской торговый порт) — универсальный порт на Дальнем Востоке России, входит в Транспортную группу FESCO — одну из крупнейших транспортно-логистических компаний России с активами в сфере портового, железнодорожного и интегрированного логистического бизнеса
- Правительство Приморского края
- ООО БК «Олимп»
- «Группа компаний Slavda» — крупнейший производитель природной минеральной питьевой воды и напитков в Дальневосточном федеральном округе
- «Спортс″» — российское спортивное интернет-издание

## Домашняя арена

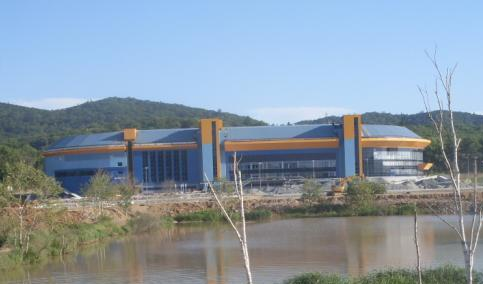
«Фетисов Арена»

«Фетисов Арена» — концертно-спортивный комплекс во Владивостоке, домашняя арена клуба КХЛ «Адмирал». Назван в честь Вячеслава Фетисова, знаменитого хоккеиста и тренера, депутата Государственной Думы РФ. Главным архитектором проекта выступила Ирина Бородкина.

## Главные тренеры
| №  | ФИО                   | Годы                              |
| -- | --------------------- | --------------------------------- |
| 1  | Ханну Йортика         | июнь 2013 — 1 декабря 2013        |
| 2  | Сергей Светлов        | 5 декабря 2013 — 28 апреля 2014   |
| 3  | Душан Грегор          | 21 мая 2014 — 20 ноября 2014      |
| 4  | Сергей Шепелев        | 20 ноября 2014 — май 2015         |
| 5  | Александр Андриевский | 8 июня 2015 — октябрь 2017        |
| 6  | Фредрик Стиллман      | 10 октября 2017 — 28 декабря 2017 |
| 7  | Андрей Разин          | 28 декабря 2017 — 13 января 2018  |
| 8  | Олег Леонтьев и. о.   | 14 января 2018 — 1 июля 2018      |
| 9  | Сергей Светлов        | 1 июля 2018—2020                  |
| 10 | Александр Андриевский | август 2021 — 12 ноября 2021      |
| 11 | Олег Горбенко и. о.   | 12 ноября 2021 — 29 ноября 2021   |
| 12 | Леонид Тамбиев        | 29 ноября 2021 — н. в.            |

## Матчи звёзд КХЛ
- 2016 — Оскарс Бартулис, Джонатон Блум
- 2017 — Игорь Бобков
- 2020 — Адам Альмквист
- 2023 — Евгений Лисовец, Даниил Гутик
- 2025 — Даниил Гутик

## Молодёжная команда
Молодёжная команда, входящая в систему «Адмирала» — «Тайфун». Выступает в Молодёжной хоккейной лиге. Домашние матчи проводит в КСК «Фетисов Арена».

## Игроки, выбранные надрафте юниоров КХЛ
2013
Согласно официальному сайту КХЛ
- Идзуми Шома (№ 35, 1-й раунд)
- Ли Чхонхюн (№ 64, 2-й раунд)
- Максим Кутейников (№ 103, 3-й раунд)
- Данил Свинухов (№ 138, 4-й раунд)
- Дмитрий Аникин (№ 173, 5-й раунд)

2014
Согласно официальному сайту КХЛ
- Александр Жебелев (№ 65, 2-й раунд)
- Дамир Хусаинов (№ 150, 4-й раунд)

2015
Согласно официальному сайту КХЛ
- Даниил Курашов (№ 75, 3-й раунд)

2016
- Вениамин Баранов(№ 1, 1-й раунд)
- Кирилл Устименко (№ 16, 1-й раунд)
- Даниил Рукосуев(№ 22, 1-й раунд)
- Артур Райн (№ 29, 1-й раунд)
- Юрий Грошев (№ 30, 1-й раунд)
- Сергей Гончарук (№ 107, 4-й раунд)
- Глеб Зайцев (№ 136, 5-й раунд)

## Статистика

### Самые крупные победы
- В регулярном чемпионате КХЛ: 6:0 24 февраля 2015 над хабаровским «Амуром»;
- В регулярном чемпионате КХЛ: 7:1 17 сентября 2024 над «Куньлунь Ред Стар» из Пекина;

### Самые крупные поражения
- В регулярном чемпионате КХЛ: 0:7 — 28 января 2019 от хабаровского «Амура»;

## Достижения игроков Адмирала в КХЛ в играх за клуб
- По количеству матчей Земчёнок Артём 251 игр
- По количеству очков Бергфорс Никлас 93 (42+51) в 144 играх
- По количеству голов Саюстов Дмитрий 44 в 218 играх
- По количеству передач Бергфорс Никлас 51 в 144 играх
- По количеству игр на «0» среди вратарей: Бобков Игорь, Серебряков Никита, Налимов Иван по 9 игр
- По количеству очков в одном плей-офф Берлёв Антон 7 очков (3+4) в 11 играх